# Schaliënhof (Velzeke)

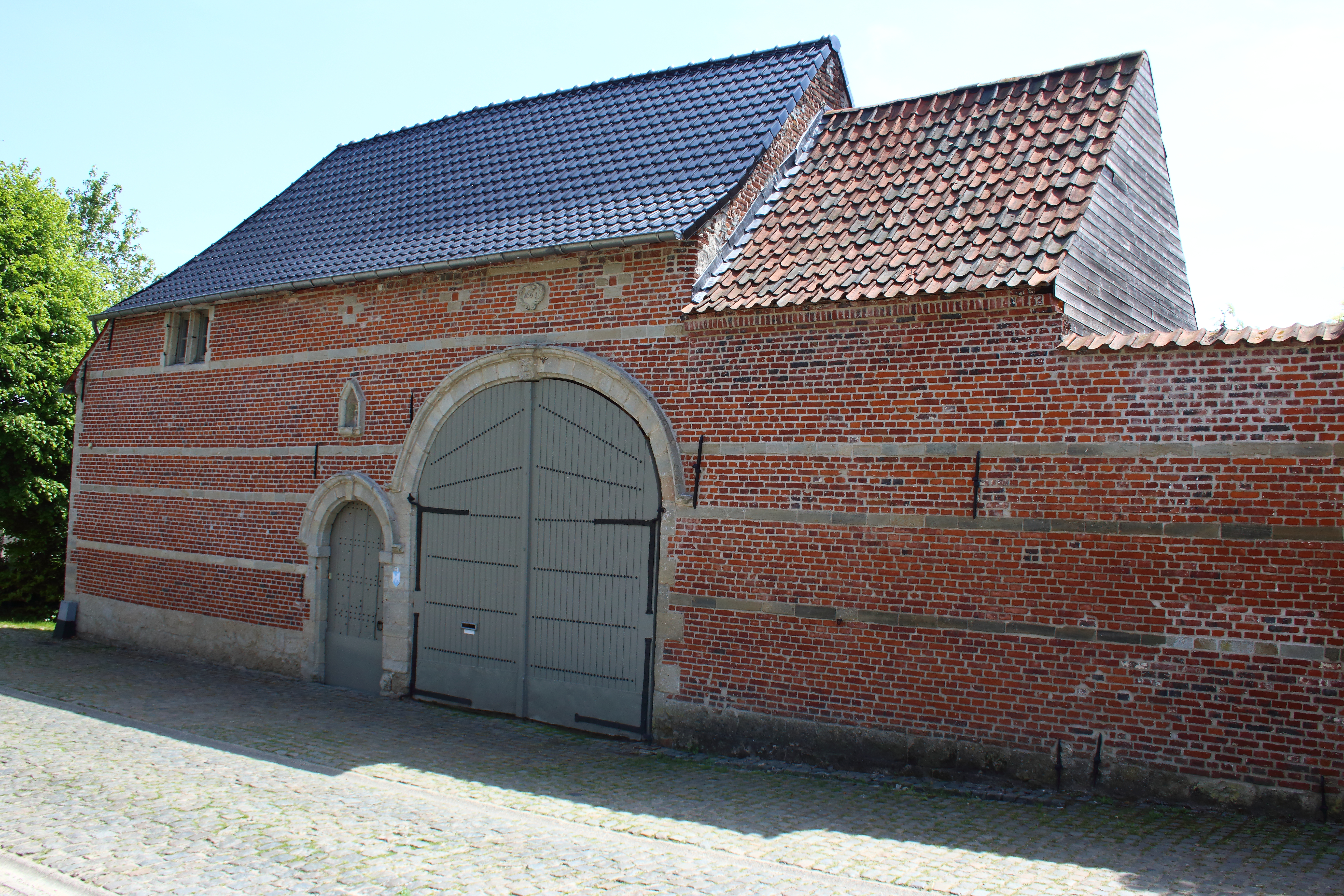
het Schaliënhof, Paddestraat, Velzeke, zottegem

Het Schaliënhof of de Schaliënhoeve is een hoeve in de Paddestraat in Velzeke-Ruddershove, deelgemeente van de Belgische stad Zottegem. In 1565 bezat de familie Stevens er al een erf, maar de huidige hoeve (het schoon gemetst schaliën huys) dateert van 1661, zoals de datumsteen boven de inrijpoort aangeeft. De gebouwen zijn van deels witgekalkte baksteen op een grijze plint met speklagen van zandsteen. Ze hebben onder andere zadeldaken, een houten duiventil, een korfboogpoort met zandstenen legblokken en een rondboogdeurtje van zandsteen. De zandstenen poort bevat een sluitsteen met baardmanmotief. Tijdens de zeventiende en achttiende eeuw was het Schaliënhof het grootste particuliere landbouwbedrijf van Velzeke. Het Schaliënhof is sinds 1979 als monument beschermd.

## Afbeeldingen

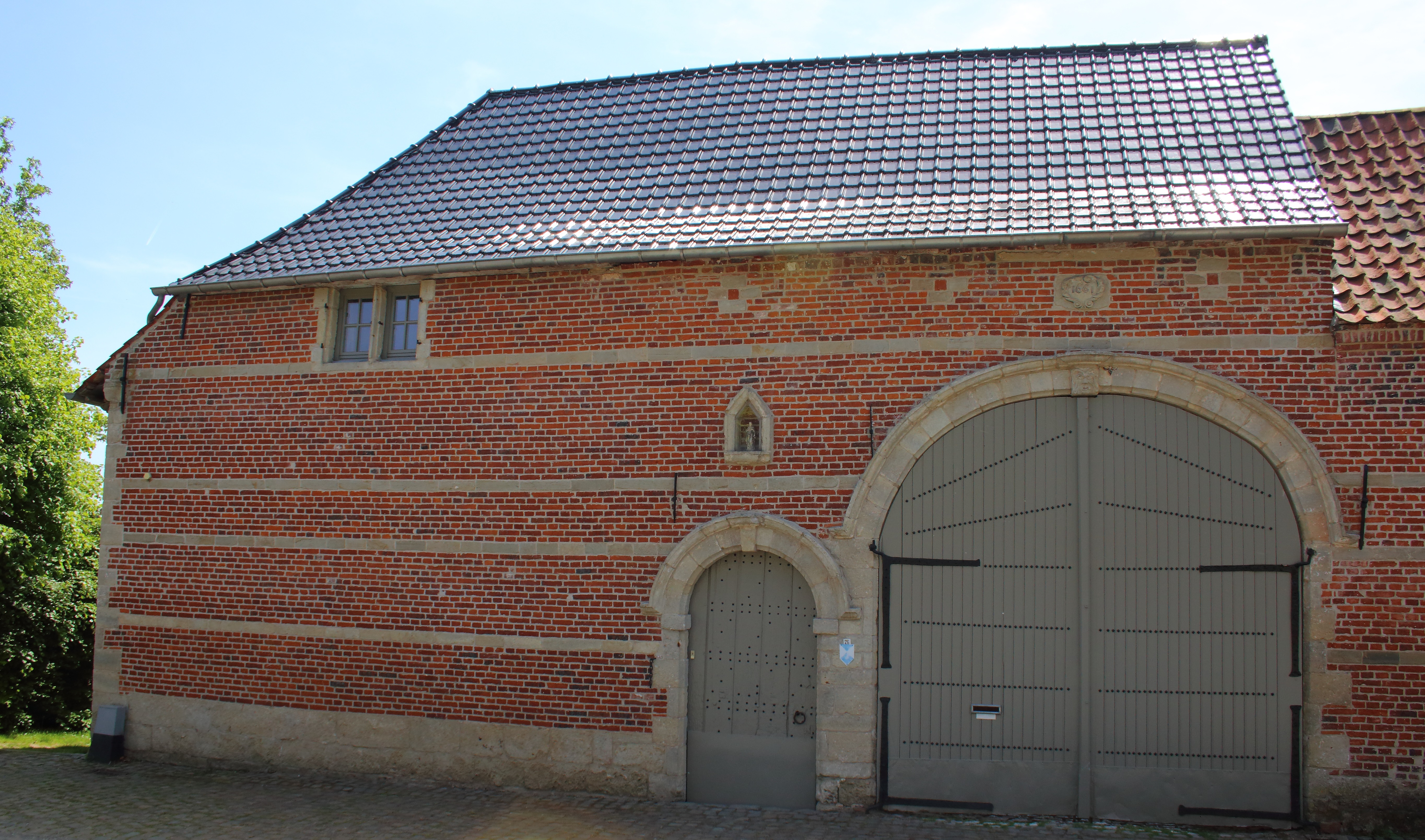
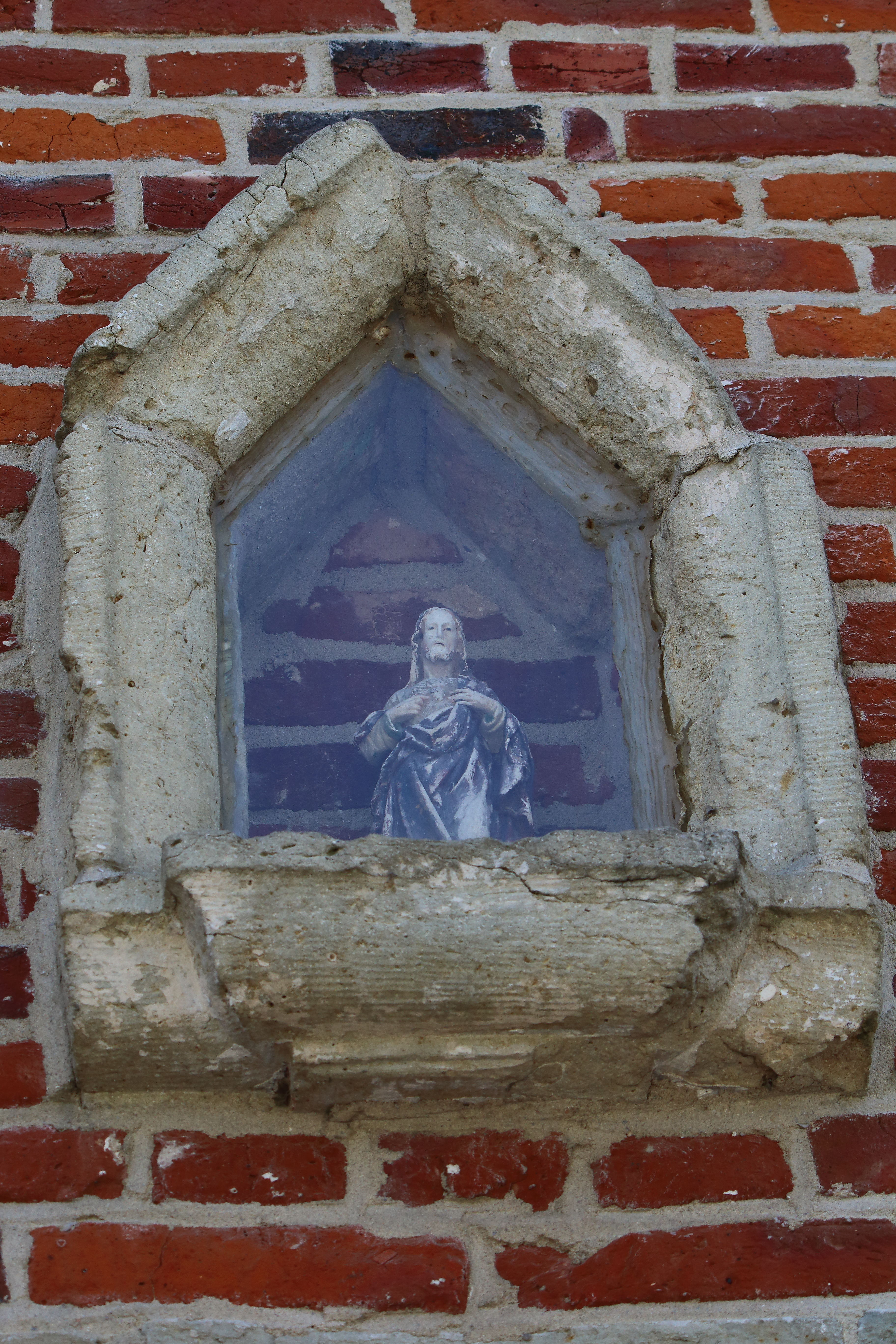
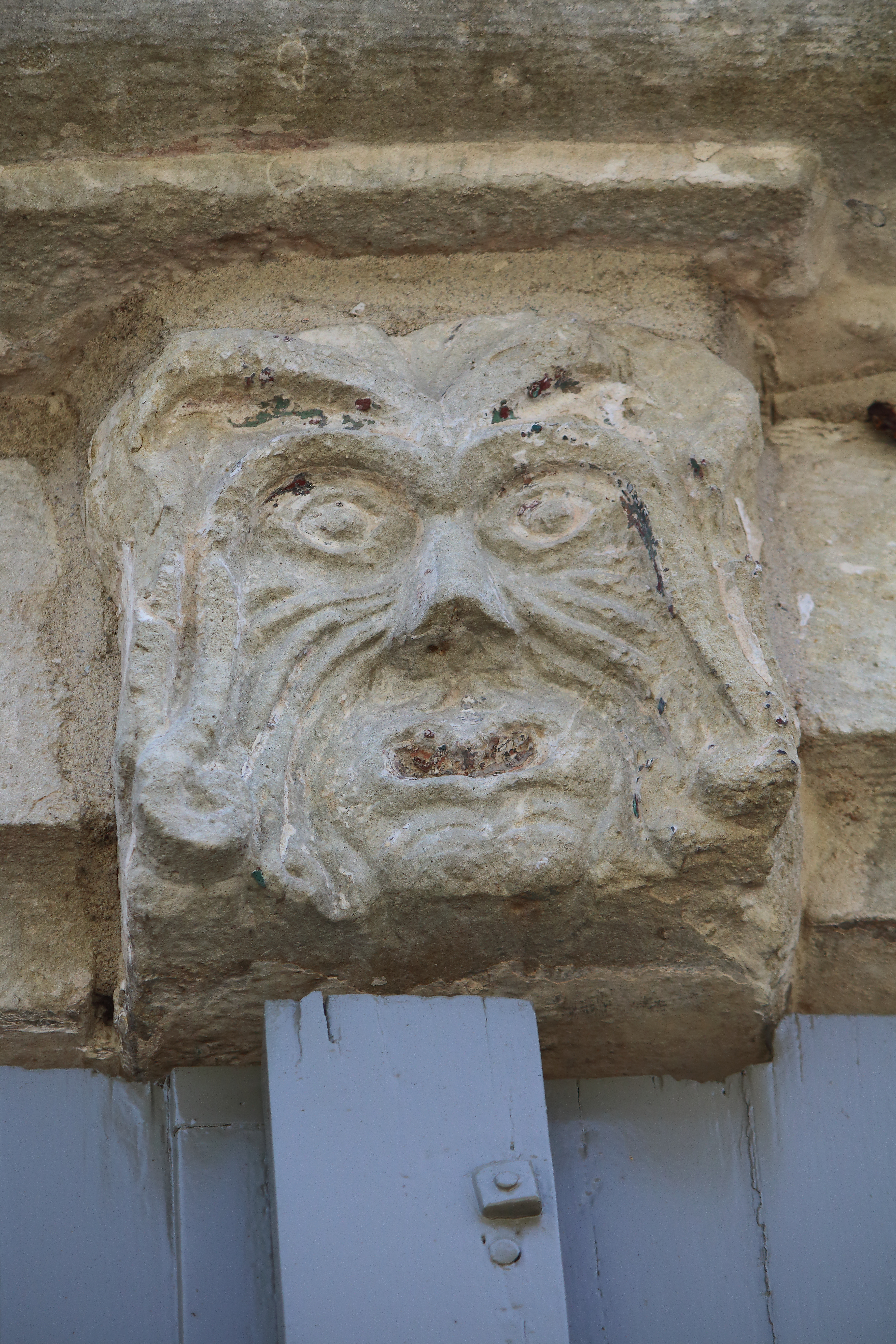
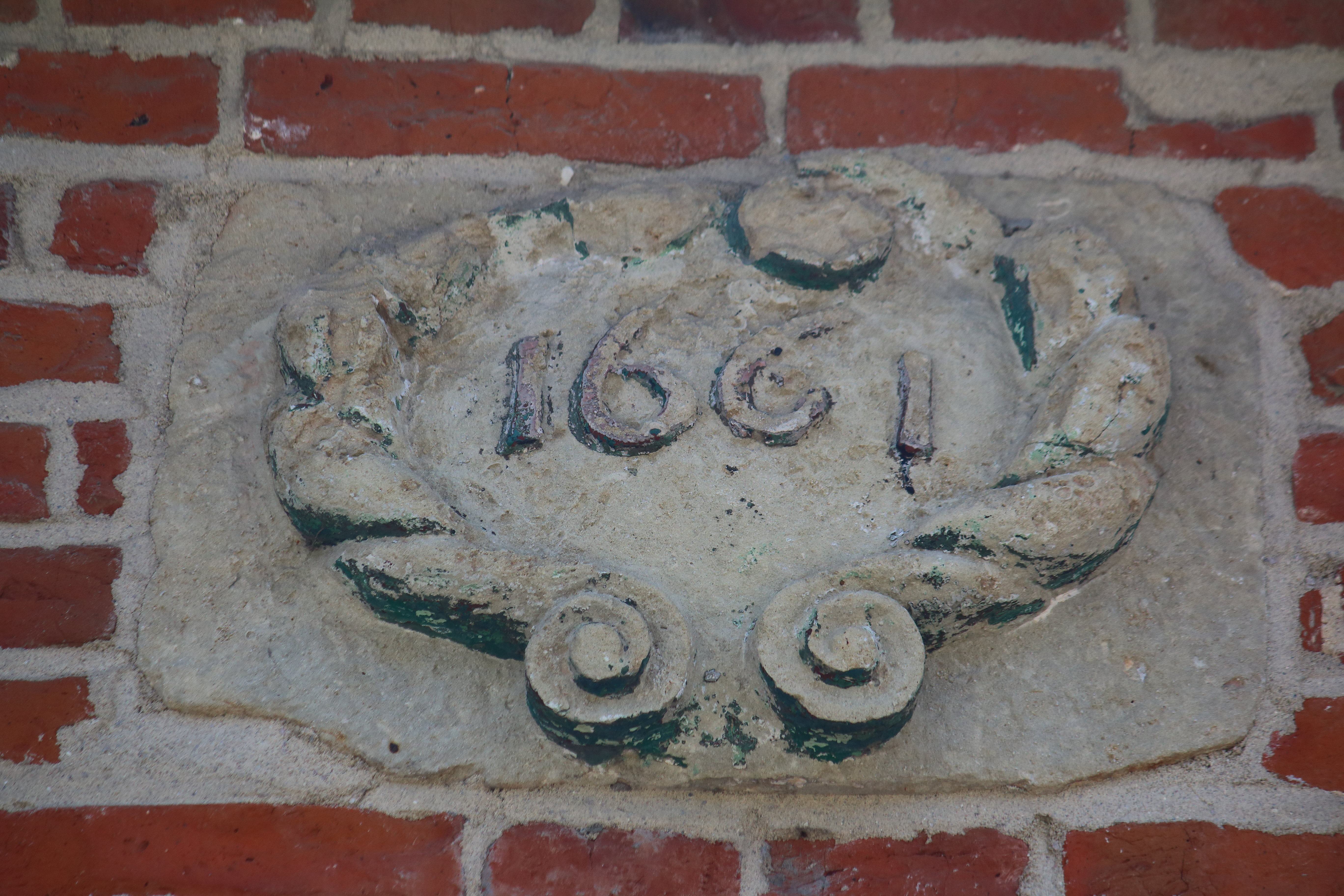
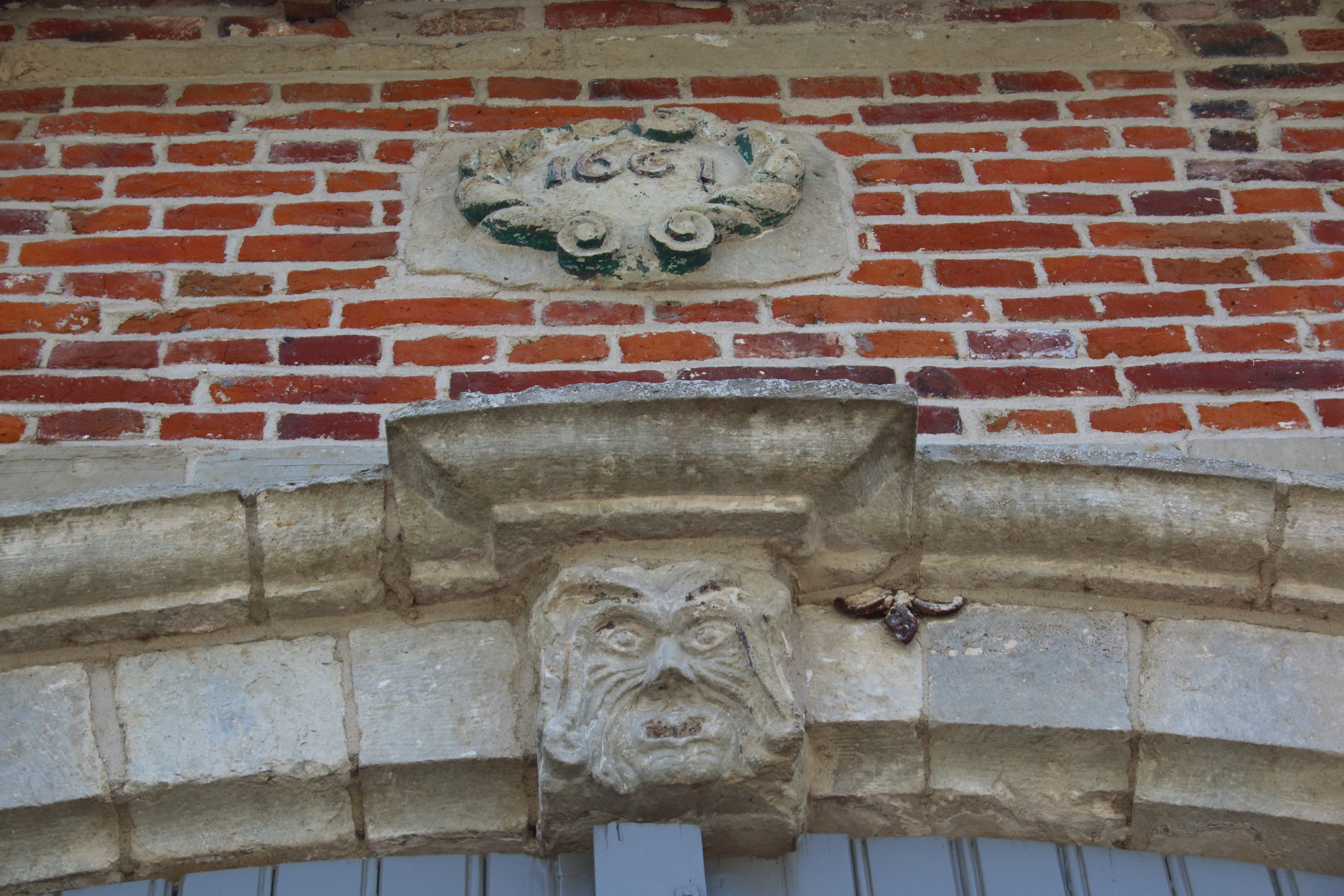
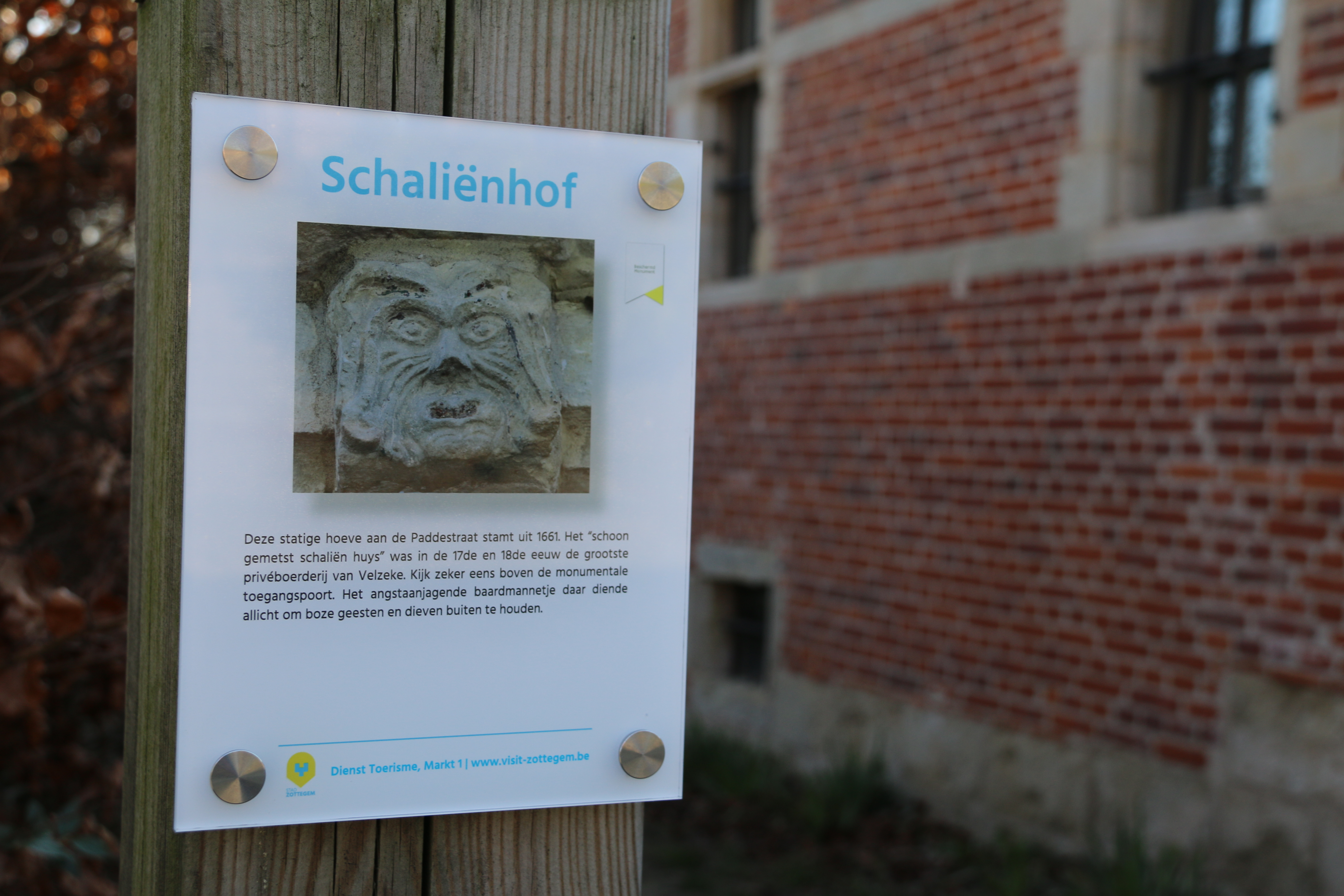